# Jeff Wilson (Footballspieler)
Jeffery „Jeff“ Wilson Jr. (geboren am 16. November 1995 in Elkhart, Texas) ist US-amerikanischer American-Football-Spieler auf der Position des Runningbacks. Er spielt für die San Francisco 49ers in der National Football League. Zuvor stand er drei Jahre lang bei den Miami Dolphins unter Vertrag. College Football spielte er für North Texas und wurde 2018 von den San Francisco 49ers als Undrafted Free Agent unter Vertrag genommen.

## Frühe Jahre und College
Wilson besuchte die Elkhart High School in Texas. Er wurde in das AP Class 2A First-Team All-State berufen, nachdem er als Senior für 2749 Yards und 36 Touchdowns gelaufen war. Er bekam ein Stipendium von North Texas, Louisiana-Monroe, New Mexico State und Texas State angeboten. Er entschied sich, für North Texas College Football zu spielen.
In vier Jahren spielte er in 41 Spielen, von denen er bei 29 startete. Er lief für 3.204 Yards und 32 Touchdowns bei 561 Versuchen (5,71 Yards pro Versuch). Zusätzlich fing er 70 Pässe für 527 Yards und zwei Touchdowns (7,53 Yards pro gefangener Pass). Er beendete seine College-Karriere als Dritter in erlaufenen Touchdowns (32) und Vierter in erlaufenen Yards (3204) in der Schulgeschichte.

### College-Statistiken
| Saison   | Schule      | Spiele | Laufspiel | Laufspiel | Laufspiel    | Laufspiel | Passspiel | Passspiel | Passspiel    | Passspiel |
| Saison   | Schule      | Spiele | Versuche  | Yards     | Durchschnitt | TD        | Passfänge | Yards     | Durchschnitt | TD        |
| -------- | ----------- | ------ | --------- | --------- | ------------ | --------- | --------- | --------- | ------------ | --------- |
| 2014     | North Texas | 9      | 50        | 224       | 4,5          | 1         | 5         | 41        | 8,2          | 1         |
| 2015     | North Texas | 10     | 154       | 829       | 5,4          | 1         | 12        | 71        | 5,9          | 0         |
| 2016     | North Texas | 11     | 169       | 936       | 5,5          | 14        | 29        | 247       | 8,5          | 1         |
| 2017     | North Texas | 11     | 188       | 1.215     | 6,5          | 16        | 24        | 168       | 7,0          | 0         |
| Karriere | North Texas | 41     | 561       | 3.204     | 5,7          | 32        | 70        | 527       | 7,5          | 2         |

## NFL
Wilson fand beim NFL Draft 2018 keine Berücksichtigung, wurde aber am 1. Mai 2018 von den San Francisco 49ers unter Vertrag genommen.
Am 1. September schaffte er es nicht in den 53er-Kader, wurde entlassen und am folgenden Tag in das Practice Squad der 49ers aufgenommen. Am 24. November wurde er in den aktiven Kader befördert. Er machte sein NFL-Debüt gegen die Tampa Bay Buccaneers in Woche 12. Bei der 9:27-Niederlage lief er für 33 Yards bei sieben Versuchen. Er beendete sein Rookie Jahr mit 266 erlaufenen Yards und 98 gefangenen Yards.
Am 31. August 2019 schaffte es Wilson abermals nicht in den 53er-Kader, wurde entlassen und am nächsten Tag wieder in das Practice Squad der 49ers aufgenommen. Am 14. September wurde in den aktiven Kader berufen, da sich Tevin Coleman in Woche 1 verletzte. In Woche 2, beim 41:17-Auswärtssieg gegen die Cincinnati Bengals, lief er bei zehn Versuchen für 34 Yards und zwei Touchdowns. Im nächsten Spiel gegen die Pittsburgh Steelers lief er für 18 Yards und zwei Touchdowns bei acht Versuchen. In Woche 11 spielte er zwar nur bei einem Spielzug (Snap) mit, konnte aber den entscheidenden Touchdownpass von Jimmy Garoppolo fangen. Dies war sein erster gefangener Touchdown und die 49ers konnten das Spiel gegen die Arizona Cardinals 36:26 gewinnen. In seinem zweiten Jahr kam er auf 105 erlaufene Yards, vier erlaufene Touchdowns, 34 gefangene Yards sowie einen gefangenen Touchdown. Mit den 49ers erreichte Wilson den Super Bowl, den die 49ers gegen die Kansas City Chiefs mit 20:31 verloren. In diesem Super Bowl konnte Wilson einen Pass für 20 Yards fangen.
Am 20. April 2020 unterschrieb Wilson einen Einjahresvertrag über 750.000 US-Dollar mit den San Francisco 49ers. Am 30. Juli wurde er auf die Reserve/COVID-19-Liste gesetzt und am 4. August von dieser aktiviert. In Woche 3 beim 36:9-Auswärtssieg gegen die New York Giants kam er auf 69 Yards und zwei Touchdowns (jeweils einen gefangen und erlaufen). In Woche 7 gegen die New England Patriots konnte er bei 17 Versuchen 112 erlaufene Yards erzielen, bevor er das Spiel mit einem verstauchten Knöchel verlassen musste. Die 49ers konnten das Spiel mit 33:6 gewinnen. Am 31. Oktober wurde er auf die Injured Reserve List gesetzt. Am 28. November wurde er von dieser aktiviert. In Woche 16 konnte er beim 20:12-Auswärtssieg gegen die Arizona Cardinals mit 22 Versuchen 183 Yards erlaufen. Zusätzlich konnte er einen Pass für 21 Yards fangen und diesen in die Endzone für einen Touchdown tragen. Beim letzten Spiel bei der 23:26-Niederlage gegen die Seattle Seahawks konnte er mit 20 Versuchen 76 Yards sowie einen Touchdown erlaufen. Zusätzlich konnte er drei Pässe für 12 Yards und einen Touchdown fangen.
Am 26. Januar 2021 unterschrieb er einen Einjahresvertrag über 2,05 Millionen US-Dollar mit den San Francisco 49ers. Am 25. Mai 2021 wurde bekannt, dass sich Wilson einen Meniskusriss zugezogen hatte, wodurch er fast sechs Monate ausfiel. In Woche 10 gab er sein Debüt beim 31:10-Sieg gegen die Los Angeles Rams. In der Saison war er der Ersatz für Elijah Mitchell, einem Sechstrundenpick der 49ers im NFL Draft 2021, sein bestes Spiel hatte Wilson gegen die Atlanta Falcons. Dort konnte er bei 21 Versuchen 110 Yards erlaufen. Mit den 49ers erreichte er das NFC Championship Game, welches sie mit 17:20 gegen die Los Angeles Rams verloren.
Am 29. März 2022 unterschrieb er erneut einen Einjahresvertrag bei den San Francisco 49ers. Am 1. November 2022 gaben die 49ers Wilson zur Trade-Deadline im Austausch gegen einen Fünftrundenpick an die Miami Dolphins ab.
Nach drei Jahren bei den Dolphins, in denen er 637 Yards erlief sowie insgesamt vier Touchdowns erzielte, wurde er am 11. August 2025 erneut von den San Francisco 49ers für ein Jahr verpflichtet.

## Statistiken

### Regular Season
| Jahr     | Team     | Spiele   | Spiele    | Laufspiel | Laufspiel | Laufspiel    | Laufspiel | Laufspiel | Passspiel | Passspiel | Passspiel    | Passspiel | Passspiel | Fumbles | Fumbles  |
| Jahr     | Team     | Gespielt | Gestartet | Versuche  | Yards     | Durchschnitt | Längste   | TD        | Passfänge | Yards     | Durchschnitt | Längste   | TD        | Fumbles | Verloren |
| -------- | -------- | -------- | --------- | --------- | --------- | ------------ | --------- | --------- | --------- | --------- | ------------ | --------- | --------- | ------- | -------- |
| 2018     | SF       | 6        | 2         | 66        | 266       | 4,0          | 18        | 0         | 12        | 98        | 8,2          | 24        | 0         | 3       | 2        |
| 2019     | SF       | 10       | 0         | 27        | 105       | 3,9          | 25        | 4         | 3         | 34        | 11,3         | 25        | 1         | 0       | 0        |
| 2020     | SF       | 12       | 3         | 126       | 600       | 4,8          | 34        | 7         | 13        | 133       | 10,2         | 21        | 3         | 2       | 2        |
| 2021     | SF       | 9        | 4         | 79        | 294       | 5,1          | 17        | 2         | 7         | 31        | 4,4          | 11        | 0         | 1       | 0        |
| 2022     | SF       | 8        | 6         | 92        | 468       | 4,7          | 41        | 2         | 10        | 91        | 9,1          | 16        | 0         | 2       | 2        |
| 2022     | MIA      | 8        | 1         | 84        | 392       | 4,7          | 28        | 3         | 12        | 94        | 7,8          | 14        | 1         | 1       | 0        |
| 2023     | MIA      | 10       | 0         | 41        | 188       | 4,6          | 15        | 0         | 14        | 85        | 6,1          | 12        | 0         | 0       | 0        |
| 2024     | MIA      | 9        | 0         | 16        | 57        | 3,6          | 14        | 0         | 3         | 19        | 6,3          | 7         | 0         | 0       | 0        |
| Karriere | Karriere | 72       | 16        | 531       | 2370      | 4,5          | 41        | 18        | 74        | 585       | 7,9          | 25        | 5         | 9       | 6        |

### Playoffs
| Jahr     | Team     | Spiele   | Spiele    | Laufspiel | Laufspiel | Laufspiel    | Laufspiel | Laufspiel | Passspiel | Passspiel | Passspiel    | Passspiel | Passspiel | Fumbles | Fumbles  |
| Jahr     | Team     | Gespielt | Gestartet | Versuche  | Yards     | Durchschnitt | Längste   | TD        | Passfänge | Yards     | Durchschnitt | Längste   | TD        | Fumbles | Verloren |
| -------- | -------- | -------- | --------- | --------- | --------- | ------------ | --------- | --------- | --------- | --------- | ------------ | --------- | --------- | ------- | -------- |
| 2019     | SF       | 1        | 0         | 0         | 0         | 0,0          | 0         | 0         | 1         | 20        | 20,0         | 20        | 0         | 0       | 0        |
| 2021     | SF       | 3        | 0         | 0         | 0         | 0,0          | 0         | 0         | 0         | 0         | 0,0          | 0         | 0         | 0       | 0        |
| 2022     | MIA      | 1        | 1         | 10        | 23        | 2,3          | 6         | 1         | 1         | 13        | 13,0         | 13        | 0         | 0       | 0        |
| 2023     | MIA      | 1        | 0         | 0         | 0         | 0            | 0         | 0         | 1         | 6         | 6,0          | 6         | 0         | 0       | 0        |
| Karriere | Karriere | 6        | 1         | 10        | 23        | 2,3          | 6         | 1         | 3         | 39        | 13,0         | 20        | 0         | 0       | 0        |